# August Koberg
August Koberg (* 18. August 1885 in Olmütz, Österreich-Ungarn; † 4. September 1940 in Jägerndorf, Landkreis Jägerndorf, Reichsgau Sudetenland) war ein tschechoslowakischer Politiker der deutschen Minderheit.

## Leben
Kobergs Vater war Goldschmied. August Koberg besuchte die Volksschule und das Staatsgymnasium in Olmütz, wo er 1904 sein Abitur bestand. Vor seinem Studium machte er Praktika beim Magistrat und bei der Studienbibliothek Olmütz. Sein Jura-Studium an der Universität Wien beendete er 1910 mit der Promotion. Im selben Jahr wurde er städtischer Polizeikommissär in Jägerndorf. Seit 1912 war er Obmann des Schlesischen Polizeivereins, 1915 dann Bürgermeister von Jägerndorf. 1918 gründete er die Deutschsoziale Volkspartei für das Sudetenland und wurde deren Vorsitzender. Die Partei fusionierte 1919 mit der Deutschen Nationalpartei (DNP), Koberg wurde nun Gauvorsitzender der Partei für Nordmähren und Schlesien sowie Mitglied der Gesamtparteileitung.
Von 1925 bis 1928 gehörte August Koberg dem Tschechoslowakischen Abgeordnetenhaus an. 1935 wurde er aufgrund einer Verbindung zu staatsfeindlichen Elementen wegen eines Briefwechsels mit Vertretern des Stahlhelms in Deutschland zu einem Monat Heft verurteilt. Nach dem deutschen Einmarsch in das Sudetenland wurde Koberg Stadtkämmerer und stellvertretender Bürgermeister von Jägerndorf. Am 27. Dezember 1938 beantragte er die Aufnahme in die NSDAP und wurde rückwirkend zum 1. Dezember desselben Jahres aufgenommen (Mitgliedsnummer 6.437.391). Zuletzt war er Stadtamtsleiter bzw. Oberregierungsrat.

## Schriften
- Tschechoslowakische Volkszählung. In: Villacher Zeitung. Folge 87, 29. Oktober 1930, S. 2 (Digitalisat).
- Die bevölkerungspolitischen Aufgaben der Gemeinde. Wächter, Teplitz-Schönau 1937 (Bund der Deutschen, Abt. Bevölkerungspolitik. Schriftenreihe; B, 2).